# STS-3
STS-3 e космическа мисия на совалката Колумбия по програмата Спейс шатъл – космически кораб от четвърто поколение на САЩ. Основната цел на полета е изпитания на манипулатора за различни товари Канадарм. Това е първото изстрелване на совалката с небоядисан външен резервоар, както и единствената мисия, която се приземява в базата White Sands в щата Ню Мексико.

## Екипаж

### Основен екипаж
| Пост     | Астронавт                            |
| -------- | ------------------------------------ |
| Командир | Джек Лузма два космически полета     |
| Пилот    | Чарлс Фулертън един космически полет |

- Броят на полетите е преди и включително тази мисия.

### Дублиращ екипаж
Това е екипажът на бъдещата мисия STS-4:
| Пост     | Астронавт                            |
| -------- | ------------------------------------ |
| Командир | Томас Матингли един космически полет |
| Пилот    | Хенри Хартсфийлд                     |

- Броят на полетите е преди тази мисия.

Това е последният полет на НАСА, в който дублиращият екипаж е „неделим“. При следващите полети вече всеки негов член замества съответния отделен член от основния екипаж.

## Полетът
Совалката „Колумбия“ стартира за трети път в 11:00 ч. EST на 22 март 1982 г., на предварително планираната дата. Изстрелването е забавено с 1 час поради лека техническа неизправност. Екипажът се състои от командира Джек Лузма и пилота Чарлс Фулертън.
Основните цели на полета са продължаване тестовете на роботизираната ръка Канадарм и извършване на продължителни топлинни тестове на совалката чрез излагане на някои нейни части (опашка, нос и горна част) директно към Слънцето, за различни периоди от време.
В товарния отсек на „Колумбия“ отново, както и в предната мисия, се намирали инструментите за дистанционно сондиране DFI и OSTA-L, радиолокационната станция Shuttle Imaging Radar-A. С тяхна помощ е успешно осъществено сондиране на земните ресурси, качеството на околната среда, морски и метеорологични условия.
Мисията е планирана като 7-дневна, но поради падналите проливни дъждове и невъзможността за кацане на основната писта – Авиобазата Едуардс (Edwards Air Force Base) е удължена с един ден. Кацането е пренасочено на резервната писта – дъното на соленото езеро в полигона White Sands в щата Ню Мексико. Оборудването, необходимо за осигуряване кацането на совалката и следполетното и обслужване е пренесено дотам от над 1000 мили разстояние с помощта на железопътен транспорт и струва над 2 млн. долара.
„Колумбия“ каца успешно след 130 обиколки и пропътувани 5,4 млн. км. По време на полета си с продължителност 8 дни, 4 минути и 45 секунди совалката е изгубила 36 плочки от термоизолацията си, а 19 са били повредени. „Колумбия“ е върната в Космическия център „Кенеди“ на 6 април 1982 г.

## Параметри на мисията
- Маса:
  - При излитане: 106 782 кг.
  - При кацане: 93 924 кг.
  - Маса на полезния товар: 10 301 кг.
- Перигей: 241 км.
- Апогей: 249 км.
- Инклинация: 38.0°
- Орбитален период: 89.4 мин.

## Галерия
- Стартът на мисия STS-3
- Тестове на Канадарм
- Кацането на совалката